# Smittoidea reticulata
Smittoidea reticulata är en mossdjursart som först beskrevs av William MacGillivray 1842.  Smittoidea reticulata ingår i släktet Smittoidea och familjen Smittinidae. Arten är reproducerande i Sverige. Inga underarter finns listade i Catalogue of Life.